# Hubert Van Neuss
Hubert Van Neuss, né à Hasselt le 10 décembre 1839 et mort à Bruxelles, 6 janvier 1904, est un haut-fonctionnaire belge actif en Belgique et au sein de l'État indépendant du Congo. Il a géré les finances et contribué à mettre en place l'administration de la future colonie belge, contribuant ainsi à son développement économique. 

## Biographie
Hubert Jean Théodore Napoléon Van Neuss, né à Hasselt le 10 décembre 1839, est le fils de Jean Van Neuss, marchand d'origine allemande, et de Philippina Veermans. Il est le frère d'Henri Van Neuss, conservateur aux archives de l'État et historien.
Le 10 juin 1859, il entre à vingt ans au service de l'État belge comme fonctionnaire. Il est détaché par la suite à l'administration centrale des contributions au sein du département des Finances.
En novembre 1884 à la conférence de Berlin, le roi Léopold II obtient, au nom de l'Association Internationale du Congo, 2 344 000 km2 de territoire qui constituera l'État indépendant du Congo (EIC). Pour le gouvernement de l'EIC, il nomme trois administrateurs généraux en février 1885 : Hubert Van Neuss au département des Finances, Edmond van Eetvelde au département des Affaires étrangères et Maximilien Strauch, au département des Affaires intérieures. Tout est alors à organiser dans le nouvel état concernant l'administration et les ressources. La priorité de Van Neuss est l'établissement d'un régime foncier au Congo. Il y organise également l'administration douanière et met en place le régime monétaire de l'État indépendant du Congo. À cela s'ajoute l'élaboration de la convention qui accorde à une société belge la construction du chemin de fer du Congo. Il est également l'auteur du décret sur les mines et prend les mesures restrictives sur la vente de boissons alcoolisées.

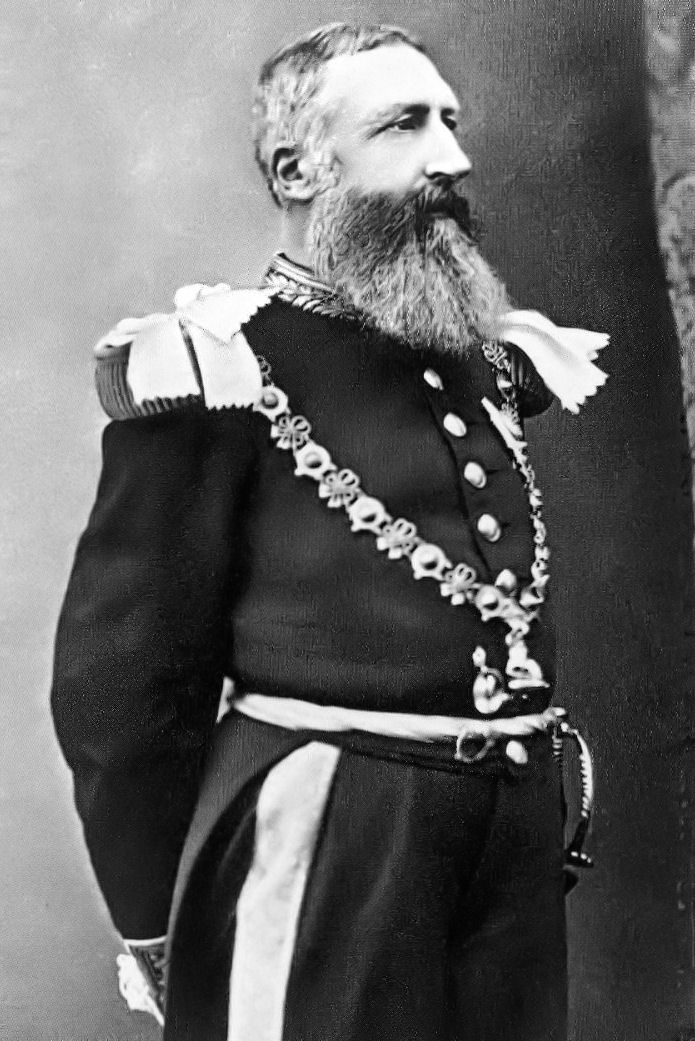
Le roi Léopold II de Belgique.

La situation financière de l'État indépendant du Congo est toutefois problématique. Il y a peu de recettes et les besoins matériels sont immenses. Le roi Léopold II est contraint d'engager toutes ses ressources en vue de l'équipement de l'État nouveau, notamment de ses chemins de fer. Lorsque le roi Léopold II impose des mesures économiques monopolistiques visant à renflouer ses caisses, Van Neuss choisit de démissionner le 19 juin 1890 de son poste d'administrateur général de l'État indépendant du Congo pour les Finances. Il manifeste ainsi sa désapprobation vis-à-vis des dispositions que le roi a pris pour réserver à l'État Indépendant du Congo le monopole de l'ivoire et du caoutchouc au détriment des Congolais. Ses compétences d'administrateur général au département des Finances sont attribuées à Camille Jansen, gouverneur général de l'État indépendant du Congo.
Hubert Van Neuss reprend alors du service au niveau belge comme secrétaire-général du département des Finances et des Travaux publics en octobre 1890.
Il décède d'une pneumonie à Bruxelles le 6 janvier 1904 et ses funérailles sont célébrées le 9 janvier 1904 à la cathédrale Saint-Quentin d'Hasselt.

## Distinctions
- Commandeur de l'ordre de Léopold (Belgique).
- Commandeur de la Légion d'honneur (France).
- Commandeur de l'ordre de Saint-Stanislas (Russie).
- Commandeur de l'ordre de l'Immaculée Conception de Vila Viçosa (Portugal).
- Officier de l'ordre de l'Étoile de Roumanie.